# Партизанска акција у Карловцу новембра 1941.
Партизанска акција у Карловцу представља упад групе од 24 партизана, преобучених у домобранске униформе, под командом Већеслава Хољевца, политичког комесара Команде НОП одреда Кордуна и Баније у Карловац, 17. новембра 1941. године са циљем да из болнице ослободе Маријана Чавића, секретара МК и члана ОК КПХ за Карловац, који је био ухапшен половином октобра. Акција је добро изведена, али није успела, јер је усташка полиција дан раније Чавића вратила у затвор. Приликом ове акције партизани су убили шесторицу италијанских војника и двојицу заробљених усташа, док су они имали једног тешко рањеног борца, који је касније преминуо. Иако неуспешна, ова акција је имала великог одјека међу становницима Карловца и околине.
Вест о овој акцији објавила је Радио станица „Слободна Југославија”, а потом су је пренели Радио Москва и Радио Лондон. По мотивима ове акције 1960. године је снимљен партизански филм „Сигнали над градом” у режији Жике Митровића.

## Хапшење Марјана Чавића
У јесен 1941. године на Банији и Кордуну су се распламсавале устаничке борбе, а центар устанка се налазио у Карловцу, где је било седиште Окружног комитета КПХ за Карловац. Међу главним организаторима устанка били су Јосип Краш и Иван Маринковић, чланови ЦК КП Хрватске и Окружног комитета КПХ за Карловац и Маријан Чавић, секретар Месног комитета КПХ за Карловац и члан ОК КПХ. Како би сузбиле партизански покрет, усташе су знале да морају најпре уништити партијску организацију у Карловцу. Иван Бетлехем, шеф усташког редарства у Карловцу, улагао је велике напоре да изврши овај задатак. Агенти и доушници су мотрили на све сумњиве пунктове у граду, а посебно на куће и станове Карловчана који су отишли у партизане. Једна од зграда на коју су мотрили била је и зграда у којој су становали родитељи омладинке Маце Мајсторовић, која је отишла у партизане. У овај стан је почетком октобра 1941. године свратио један младић на бициклу. Један пензионисани жандар приметио је младића и пошто му се учинио сумњивим он је записао регистрациони број бицикла и потом га однео шефу полиције. Прегледом полицијске картотеке утврђено је да је бицикл власништво Матије Гргурића, службеника Државног електричног предузећа. Пошто је полиција од раније имала пријаву да из складишта овог предузећа нестаје експлозив, шеф усташког редарства је издао налог да се одмах ухапсе Матија Гргурић и пословођа предузећа.
Матија Гргурић је био члан СКОЈ-а, а бицикл који је био регистрован на његово име набавио је Месни комитет КПХ за Карловац и користили су га илегалци и чланови Месног комитета. Неретко су тај бицикл возили Маријан Чавић и Јосип Краш. Поред Гргурића, у Државном електричном предузећу радио је и инжењер Бартол Петровић, који је био члан Окружног комитета КПХ за Карловац. На саслушању у полицији, Гргурић се бранио да његов бицикл повремено возе сви службеници предузећа и људи са терена и да не зна ко га је све возио. Пословођа предузећа није полицији могао ништа више да каже о бициклу па је од стране полиције био упозорен да обрати пажњу где одлази експлозив из складишта и ко све навраћа у предузеће. На саслушање је био позван и инжењер Петровић, који се бранио да му није познато ништа о бициклу и био је пуштен. Осетивши да му прети опасност, инжењер Петровић је напустио Карловац и отпутовао је у Горски котар, не успевши да о свему обавести партијску организацију. По доласку у Горски котар, покушао је да партијску организацију обавести о полицијској провали, али је већ било касно.
Шеф усташког редарства Иван Бетлехем, осећао је да је на добром трагу и лично је водио потрагу за бициклом. Полицајци и агенти су на све стране широм Карловца трагали за бициклом, а дана 16. октобра 1941. године Бетлехем је са прозора своје канцеларије видео двојицу људи како пролазе улицом на бициклима ка карловачкој пијаци. Пошто је један од бицикала имао тражену регистрацију, он је одмах наредио полицајацима да их ухапсе. Неслутећи ништа, двојица људи на бициклима — Маријан Чавић и Петар Матајић, су се зауставили испред књижаре „Фогина” и разговарали. Ово је полицајцима додатно олакшало сам чин хапшења. Истог дана, полиција је на карловачкој железничкој станици успела да ухапси илегалку Марицу Патаки, која се управо тада враћала из Загреба. Контролорима на железничкој станици, њена легитимација се учинила сумњивом, па су претресли њене ствари и међу њима нашли пакет с лековима. Свега два дана касније, 18. октобра 1941. године полицијаци су на улици убили Јосипа Краша. Он је био откривен услед издаје једног запосленог у Државном електричном предузећу, а приликом хапшења је полицијацима пружио отпор. Савладао га је и убио један усташа, који се нашао случајно на улици. Недуго потом полиција је успела да ухапси још неколико карловачких илегалаца, међу којима су били — Љубица Милашиновић, Фрањо Стегл, Штефица Марак и др.
Приликом хапшења Маријана Чавића код њега је нађена лажна исказница на име Звонимир Држић па је током читаве истраге вођен под тим именом, иако је полиција сумњала да му је то право име. Такође, код њега је био илегални партијски материјал, па су агенти претпостављали да је он један од функционера Окружног комитета Комунистичке партије у Карловцу. У извештају који је карловачка полиција послала Равнатељству за јавни ред и сигурност у Загреб, новембра 1941. годне изнете су појединости о тврдоглавом држању ухапшених и о томе како их под никаквим условима не могу присилити да говоре о свом раду и другим сарадницима.

## Планирање акције
Након хапшења Маријана Чавића на место сектретара Месног комитета КПХ за Карловац дошао је Стево Гојак, али пошто је и он убрзо био ухапшен, на функцију секретара је био постављен Ивица Томшић. Великим бројем хапшења, партијска организација у Карловцу је била десеткована. Неоктривени илегалци су наставили да одржавају везе са Загребом и Петровом гором извршавају само најнужније задатке. Секретар Окружног комитета КПХ за Карловац Иван Маринковић Славко, услед опасности од хапшења морао се склонити на Петрову гору. Вест о хапшењу Маријана Чавића на партизанима на Петровој гори донела је Нада Димић, која је одржавала везу између партијске организације и партизана. Од хапшења Чавића, Нада је размишљала како би га организација могла ослободити и тај предлог је изнела руководству на Петровој гори.
Ухапшени комунисти, међу којима и Маријан Чавић, свакодневно су били тучени и малтретирани у карловачком затвору. Полиција је на њима искаљивала бес због акција које су партизански одреди вршили широм Кордуна. Тешко измучени Чавић је половином новембра 1941. године одлучио да изврши самоубиство и пререзао је вене на рукама. Агенти су га одмах потом пренели у карловачку болницу, како би остао у животу и како би од њега у даљој истрази евентуално дошли до неког сазнања. Вест да је Чавић пребачен у болницу дошла је и до партијске организације. Нада Димић је ово видела као идеалну прилику за његово ослобођење и одмах потом је у договору са секретаром Месног комитета Ивицом Томшићем отишла на Петрову гору и о овоме известила руководство. На састанку Главног штаба НОП одреда Хрватске предложено је да група партизана упадне у карловачку болницу и ослободи Маријана Чавића. Овај задатак био је поверен Већеславу Хољевцу, политичком комесару Групе НОП одреда Баније и Кордуна. Задатак је био оцењен као веома важан и за њега је знало свега неколико особа — Владо Поповић, Иван Маринковић, Нада Димић, Срећко Манола и Хољевац.
Након договора о акцији Хољевац је остао на Петровој гори где је радио на одабиру и припреми бораца, док је Нада отишла у Карловац са задатком да руководи припремама акције. Њен задатак је био да преко партијске организације утврди тачну локацију непријатељских стража у Карловцу, као и најпогоднији пут којим ће партизани ући и изаћи из града. За свега неколико дана Нада је на Петрову гору упутила писмо у коме се налазила карта Карловца са означеним путем којим треба ићи и куда се вратити. Она је предложила да у град уђу преко моста на Корани из правца Каменског, јер на њему стражу чувају Италијани. Обавестила их је и да се Чавић налази на другом спрату болнице у соби број два.

## Извођење акције
Након примања писма од Наде Димић, све припреме за акцију на Петровој гори су биле завршене. Већеслав Хољевац је из Првог кордунашког батаљона одабрао 24 борца. Бирао их је по храбрости и сналажљивости, али је првенствено тражио оне који су били из Карловца јер су добро познавали град. Сви борци су били обучени у заплењене домобранске униформе, са фесовима на глави и били су добро наоружани. Сваки борац је имао пушку, бомбу и нож, а група је имала и један пушкомитраљез. Хољевац је као вођа групе био обучен у униформу домобранског официра са чином поручника. Група је 14. новембра 1941. године кренула у правцу села Тушиловића, где су преноћили. Сутрадан су наставили ка селу Церовац, где су остали све до 17. новембра, који је био одређен за дан извршења акције.
На дан извршења акције 17. новембра 1941. године, Хољевац је на домаку Карловца борцима одржао краћи говор и тек онда им саопштио у какав задатак иду. Затим је позвао све оне који мисле да се у тој акцији неће снаћи да слободно изађу из строја, али нико није одустао. Након тога им је објаснио све појединости акције и сваком борцу одредио улогу у акцији. Око 18.30 часова партизанска група је дошла до моста на Корани, где их је сачекао партијски водич. Након краћег разговора с њим, водич је прешао преко моста, а убрзо за њим је преко моста прошла група партизана преобучених у домобране. Чврстим војничким кораком борци су прешли преко моста, а италијански стражари су поздравили „домобранског поручника” који је био на њиховом челу. Партизанска група је око 19.30 часова дошла до болнице. Хољевац је позвонио на врата, а након што их је вратар отворио партизани су ушли у болницу. Тог часа отпочела је њихова акција. Сви борци су одмах кренули на своје задатке. Пред болницом је била постављена стража, прекинута је телефонска веза и отпочела је потрага за Маријаном Чавићем. Сво болничко особље је било окупљено у једну просторију, где им је објашњено да не смеју излазити из зграде, а партизанске страже су биле у свим ходницима. Пошто је Хољевац разбио Павелићеву слику, особље болнице је мислило да је у питању државни удар и преврат домобрана.
Партизан Грга Милашиновић, који је имао задатак да пронађе Чавића, са неколико бораца се попео на други спрат, али у соби број 2 није пронашао Чавића већ двојицу рањених усташа из Павелићеве телесне бојне. Он је о овоме одмах известио Хољевца, који је и сам дошао у собу да провери стање. Након тога Хољевац је у разговору са болничким особљем и прегледом болничких књига, сазнао да је полиција ухапшеника Чавића вратила у затвор и да је тог дана био само на превијању. Болница је још једном била претражена и након што је утврђено да Чавића нема, Хољевац је наредио да се болница напусти. Након изласка свих бораца, који су са собом повели двојицу рањених усташа, болница је била закључана. Заробљене усташе нису схватале о чему се ради и упорно су понављали да су они одани поглавнику. Партизанска група је кренула назад истим правцем. У близини моста, Хољевац је издао наређење неколицини бораца да разоружају италијанску стражу. Из непосредне близини разоружана су тројица стражара, док су остала тројица пружила отпор, али су била савладана. У овом окршају био је тешко рањен Ивица Гојак (1923—1942), бивши скојевски руководилац у карловачкој гимназији. Након пуцњаве на мосту, почињу да пуцају и друге италијанске страже у близини моста. Партизанска група је успешно прешла мост, носећи рањеног Гојака, водећи двојицу заробљених усташа, као и заплењено наоружање италијанске страже. Након тога у Карловцу је настала општа узбуна, а партизанска група је у току ноћи стигла у село Церовац, где је преминуо рањени Гојак, а двојица заробљених усташа стрељана. Преко Церовца и Тушиловића група је сутрадан стигла на Петрову гору.

### Учесници акције
Списак двадесетчетворице партизана, који су под вођством Већеслава Хољевца учествовали у „карловачкој акцији”:
1. Вељко Блажевић
2. Мишан Буква
3. Пајо Буква
4. Драго Вукић
5. Ивица Гојак
6. Душан Ђурић
7. Винко Еремић
8. Милош Ковач
9. Никола Ковачевић
10. Бранко Кресојевић
11. Стевица Лукачић
12. Ђуро Магарац
13. Војо Мартиновић
14. Грга Милашиновић
15. Ђорђе Момчиловић
16. Марко Мркић
17. Урош Опачић
18. Душан Пекић
19. Милош Петровић Пек
20. Перо Пеурача
21. Раде Савић
22. Никола Стипић
23. Милош Тодоровић
24. Милан Шаула

Након завршетка рата, двојица учесника ове акције — Већеслав Хољевац и Душан Пекић су одликовани Орденом народног хероја, а Орденом народног хероја је посмртно одликован и Маријан Чавић, чије је неуспело ослобођење био циљ акције. Такође, тројица учесника акције су били генерали Југословенске народне амрије — Душан Пекић генерал-пуковник, Већеслав Хољевац генерал-потпуковник (демобилисан 1948. када је прешао на друштвено-политичке функције) и Бранко Кресојевић генерал-мајор.

## Након акције
Након пуцањеве на мосту у Карловцу је настала општа узбуна. Из бацача мина и артиљерије је била отворена ватра на шуму Козјачу и према селу Доње Мекушје. Сви људи који су се налазили на улици су били ухапшени, а код болнице су били доведени тенкови и појачана је стража. Иако неуспела, акција је имала огроман значај јер су сви грађани Карловца сазнали за њу. Сутрадан након акције уведене су нове мере безбедности. У центру града је било забрањено кретање улицом након 22 часа, а на преиферији након 20 часова. Лепњени су плакати у којима је грађанство било обавештавана да ће се свако ко се нађе на улици у случају напада на град бити стрељан. У свим деловима града су биле појачане страже, а при уласку и изласку из града су биле тражене дупле пропуснице — италијанске и усташке, па је град накратко био у потпуној блокади.
Команда НОП одреда Кордуна и Баније 2. децембра 1941. године је похвалила партизане који су учествовали у „карловачкој акцији”, а четворицу њих је наградила. Урош Опачић је био награђен златним сатом, Грга Милашинчић пиштољем, Драго Вукић налив пером и Милош Петровић џепним сатом. Ове награде су биле плен од непријатеља и додељене су борцима у знак сећања и захвалност на учешће у акцији. О акцији је издао саопштење и Главни штаб НОП одреда Хрватске у коме се између осталог каже:
| „ | Честитамо на херојском подвигу групе партизана која је извела акцију у Карловцу. Као и наши друговим партизани у Србији, показали сте овом акцијом да се окупатори и његове слуге ни на једном месту не могу осећати сигурним пред праведном осудом наших партизана... Нека наши комесари и партизани слиједе ваш јуначки чин у Карловцу. Ову похвалу треба прочитати пред свим јединицама вашег одреда... | ” |

У „Билтену Врховног штаба“ број 12—13 (за децембар 1941 и јануар 1942) у рубрици „Из Народноослободилачке борбе” о карловачкој акцији је писало:
| „ | Група од 26 партизана ушла је у Карловац, разбила телефон у болници и заробила 2 усташа. При изласку из града убили су, на мосту премај Сјеничаку, 7 Италијана и запленили њихове пушке и пушкомитраљез. | ” |